# Movimiento Juvenil Libanés
El Movimiento Juvenil Libanés (en árabe: حركة الشباب اللبنانية; Harakat al-Shabab al-Lubnaniya), también conocido como Grupo de Maroun el Khoury, fue una pequeña milicia maronita de extrema derecha que luchó durante la primera fase de la guerra civil libanesa.

## Orígenes

### Fundación
El MJL fue fundado en 1969 por Maroun Naim el Khoury "Bash Maroun", y su hermano Jean, hijos de una familia que apoyaba al Bloque Nacional y de una figura importante del partido Falanges Libanesas en el distrito de Dekwaneh en Beirut oriental, Naim el Khoury. Se creó originalmente como una asociación de estudiantes principalmente maronitas quienes se oponían a la presencia de la OLP en el Líbano, y el resultado de reunir a habitantes de Dekwaneh independientemente de su religión y equiparlos con armas obsoletas para defenderse de la "amenaza palestina".
En 1973, el Movimiento Juvenil Libanés envía a 200 hombres y mujeres para entrenarlos en Kfour, Keserwan, y publica un periódico llamado "La Voz del Movimiento" (Sawt el Harakat en árabe) y una revista, "El Combatiente" (El Moukatel). Más tarde se crea el lema y el himno de la organización: "Trabajamos para merecer al Líbano" (نعمل لنستحق لبنان).
En 1974, en una fase anterior al conflicto en la cual los combates entre las Fuerzas Armadas y la OLP se hacían cada vez más frecuentes, el Movimiento Juvenil Libanés se unió al Tanzim para apoyar al Ejército contra los palestinos, intentando cortar la comunicación entre los campos de refugiados de Tel el Zaatar, Karantina, Jisr el Basha y Nabaa (que eran usados por la OLP para guardar armas y como bases).

## Guerra civil libanesa
La guerra civil libanesa comenzó en 1975, y, el mismo año, participaron en la Batalla de los Hoteles, ganándose la reputación de ser combatientes feroces. En 1976, el Movimiento Juvenil Libanés se une a la coalición del Frente Libanés, liderada por Bashir Gemayel, hijo del líder de las Falanges, Pierre Gemayel.
Junto a los Kataeb, los Tigres (Ahrar), Tanzim, los Guardianes de los Cedros y otras milicias menores, participan en una serie de asaltos contra los campos de refugiados palestinos, especialmente, Tel el Zaatar y Karantina, donde aseguran la llegada de armas y comida a los combatientes derechistas, y apoyan el asedio sobre dichos lugares.
En 1977, el MJL tiene un pequeño combate con el Ejército Sirio cerca de lo que era Tel el Zaatar (el campo fue destruido tras la batalla), causando la muerte de dos de sus hombres.

### Integración a las Fuerzas Libanesas; la primera disolución
Tras la Masacre de Safra en 1980, el jefe falangista de la región del Matn del Norte y hermano de Bashir, Amine Gemayel, solicita que el Movimiento entregue sus armas a las Falanges, como parte del intento de su hermano de unificar a todas las milicias cristianas en una sola, las Fuerzas Libanesas. El MJL, que compró sus propias armas con sus propios recursos, rechaza esta propuesta.
El director de inteligencia del Líbano, Johnny Abdo, intenta intervenir para que el movimiento entregue su equipamiento a las Falanges. Eventualmente, el Kataeb obliga al liderazgo del Movimiento Juvenil Libanés a renunciar tras un ataque a varias de sus oficinas. Los comandantes del MJL se dirigen al exilio en diferentes lugares, especialmente, Francia y Grecia.

### Equipamiento y combatientes
Tenía entre 500 a 1500 miembros, respaldados por una pequeña fuerza de vehículos que pertenecieron al Ejército Libanés y que se obtuvieron tras su desintegración, entre ellos, vehículos blindados, principalmente el Panhard AML-90, y artillados con cañones sin retroceso de 65 mm y ametralladoras pesadas.
Eran comandados personalmente por Bash Maroun, operando principalmente en los barrios de Dekwaneh, Mansouriye y Ain el-Remmaneh, pero también vigilaban la Línea Verde que separaba al Beirut musulmán (occidental) del cristiano (oriental). El MJL también luchó alrededor del Metn, donde las Falanges Libanesas (Kataeb), la milicia cristiana derechista más poderosa y organizada, no tenía más de dos oficinas para el comienzo del conflicto.

## Actividad política
Bash Maroun regresó en 1985 de su exilio en Chipre. En 1988, se une a las filas del general Michel Aoun, y forma parte del "Nuevo Frente Libanés" de Dany Chamoun. Tras que los sirios invaden el último territorio controlado por las Fuerzas Libanesas y sus aliados, derrotando al general Aoun a su paso, la guerra acaba de facto en 1990.
Los sirios le advierten a Bash Maroun que no debe hacer ninguna actividad política, pero funda el Movimiento Soberano Cristiano. Tras el regreso de Aoun (quien se había ido del país tras solicitar asilo político en Francia) y la retirada de las tropas sirias en 2005, Maroun el Khoury se convierte en el jefe de Dekwaneh del Movimiento Patriótico Libre hasta su fallecimiento en 2006.

## Ideología
El Movimiento era violentamente anticomunista, antipalestino, ultranacionalista y Fenicista, por lo tanto, era muy similar en términos ideológicos a los Guardianes de los Cedros y al Movimiento de los Cedros-Tanzim, teniendo excelentes relaciones con estos grupos.

## Controversias
Cien miembros del Movimiento participaron en la masacre de un campo palestino en Dbayeh, después en la Batalla de Karantina, en Tel al-Zaatar y Maslakh. En Tel al-Zaatar, apoyaron a los Falangistas en un sitio de 35 días, y el MJL consiguió fama por su crueldad, siendo apodados como los "Fantasmas del Cementerio" (أشباح المقابر; 'Ashbah al-Maqabir), además de que normalmente usaban collares con partes humanas cortadas de sus víctimas.